# Trudy Marshall
Gertrude Madeline "Trudy" Marshall (14 de febrero de 1920-23 de mayo de 2004) fue una actriz y modelo estadounidense.

## Primeros años
Marshall nació en Brooklyn, Nueva York, hija de Madeline (née Brennan) y Frederick Marshall. Estudió arte dramático en el Floral Park Memorial High School de Nueva York.

## Carrera
Durante su época de modelo para Harry Conover, Marshall fue una popular cigarrera de revista y en diferentes épocas fue "The Old Gold Girl", "The Chesterfield Girl" y "The Lucky Strike Girl".
La 20th Century-Fox fichó a Marshall en 1942 y la preparó para papeles secundarios. En The Dancing Masters (1943) fue la protagonista femenina de Laurel y Hardy. Después interpretó un papel destacado en el drama bélico de la Segunda Guerra Mundial The Fighting Sullivans (1944), la historia real de una familia que perdió a sus cinco hijos en el hundimiento del USS Juneau frente a Guadalcanal en noviembre de 1942. Marshall interpretó a la hermana superviviente, Genevieve.
Durante un tiempo interpretó papeles de ingenua decorativa, y más tarde hizo de "otra mujer" en algunos largometrajes. Semirretirada en la década de 1960, regresó con muy poca frecuencia a Hollywood. Apareció en la película Once Is Not Enough (1975) con su hija Deborah Raffin. En la década de 1980, Marshall presentó su propio programa de radio y televisión, en el que entrevistaba a estrellas que asistían a eventos especiales de Hollywood.[cita requerida]

## Vida personal
En 1944, Marshall se casó con el empresario Phillip Raffin, con quien tuvo tres hijos, entre ellos la modelo y actriz Deborah Raffin. Permanecieron juntos hasta la muerte de él en 1981.

## Muerte
El 23 de mayo de 2004, Marshall murió a los 84 años en su casa de Century City, Los Ángeles. Está enterrada en el Cementerio Hillside Memorial Park.

## Filmografía parcial
| - Secret Agent of Japan (1942) - Papel menor (sin acreditar) - Footlight Serenade (1942) - Secretaria (sin acreditar) - Berlin Correspondent (1942) - Papel menor (sin acreditar) - Orchestra Wives (1942) - Irene (sin acreditar) - Girl Trouble (1942) - Miss Kennedy - Thunder Birds (1942) - Enfermero en prácticas de la Cruz Roja (sin acreditar) - Springtime in the Rockies (1942) - Marilyn Crothers (sin acreditar) - Crash Dive (1943) - Telefonista (sin acreditar) - Coney Island (1943) - Amiga (sin acreditar) - Heaven Can Wait (1943) - Jane Van Cleve - esposa de Jack (sin acreditar) - The Dancing Masters (1943) - Trudy Harlan - The Fighting Sullivans (1944) - Genevieve 'Gen' Sullivan - The Purple Heart (1944) - Mrs. Ross - Ladies of Washington (1944) - Carol Northrup - Roger Touhy, Gangster (1944) - Gloria - Circumstantial Evidence (1945) - Agnes Hannon - The Dolly Sisters (1945) - Lenora Baldwin - Sentimental Journey (1946) - Ruth | - Talk About a Lady (1946) - Toni Marlowe - Dragonwyck (1946) - Elizabeth Van Borden - Boston Blackie and the Law (1946) - Irene - Alias Mr. Twilight (1946) - Corky Corcoran - Too Many Winners (1947) - Phyllis Hamilton - Joe Palooka in the Knockout (1947) - Nina - Key Witness (1947) - Marge Andrews - Beyond Our Own (1947) - Ann Rogers - The Fuller Brush Man (1948) - Sara Franzen - Disaster (1948) - Jerry Hansford - Shamrock Hill (1949) - Carol Judson - Barbary Pirate (1949) - Anne Ridgeway - Mark of the Gorilla (1950) - Barbara Bentley - I'll See You in My Dreams (1951) - Frankie Mason (sin acreditar) - The President's Lady (1953) - Jane Donelson (sin acreditar) - Full of Life (1956) - Nora Gregory - Married Too Young (1962) - Susan Newton - Jacqueline Susann's Once Is Not Enough (1975) - Myrna |